# پودگورنی (سرزمین آلتای)
پودگورنی (به لاتین: Podgorny) یک منطقهٔ مسکونی در روسیه است که در سرزمین آلتای واقع شده‌است.